# Avenue du Loriot
L'avenue du Loriot (en néerlandais: Wielewaallaan) est une rue bruxelloise de la commune d'Auderghem et de Woluwe-Saint-Pierre, qui descend de l'avenue des Bergeronnettes vers l'avenue des Traquets.
La numérotation des habitations va de 3 à 31 pour le côté impair et de 2 à 28 pour le côté pair.

## Historique et description
L'avenue est proche du Den vogel sanc (Le chant d'Oiseaux) qui apparaît déjà sur la carte dessinée par J. Van Werden, en 1659.
En 1925, la société Les Villas du Vogelzang a construit ce quartier entre la chaussée de Wavre et le parc de Woluwe, sur territoire de Woluwe-Saint-Pierre. Bon nombre de chemins des alentours ont donc reçu des noms d’oiseaux, principalement indigènes, dont celui du loriot.
Seule une petite partie de la rue (longue de 40 mètres) appartient à Auderghem, avec les nos 29 et 31.
Bruxelles possède également une rue du Loriot à Watermael-Boitsfort.